# Cosmophorus robustus
Cosmophorus robustus är en stekelart som beskrevs av Van Achterberg 2000. Cosmophorus robustus ingår i släktet Cosmophorus och familjen bracksteklar. Inga underarter finns listade i Catalogue of Life.